# زورا آچتنیچ
زورا آچتنیچ (* ۲۷. مارس ۱۹۹۷) بازیگر آلمانی است.

## زندگی
زورا آچتنیچ از نه سالگی در تئاتر کودک و نوجوان بازی می‌کند. همچنین در این سن اولین نقش مکمل تلویزیونی خود را در فیلم منظره زیبا ایفا کرد. از سال ۲۰۰۸ تا ۲۰۱۵ او نقش سلین ریچل را در سریال خانوادگی حیوانات تا سقف بازی نمود، در سال ۲۰۱۳ نقش اصلی کارو را در فیلم غیر شناگران بر عهده گرفت.
آچتنیچ در جنوب فرایبورگ در ناحیه برایگاو-هخشوارتسوالد زندگی می‌کند.

## فیلم‌شناسی
- ۲۰۰۶: منظره زیبا (بازی تلویزیونی، شبکه ARD)
- ۲۰۱۰–۲۰۱۵: حیوانات تا سقف
- ۲۰۱۳: غیر شناگران